# Cinnamoil-CoA reduttasi
La cinnamoil-CoA reduttasi è un enzima appartenente alla classe delle ossidoreduttasi, che catalizza la seguente reazione:
cinnamaldeide + CoA + NADP+ ⇄ cinnamoil-CoA + NADPH + H+
L'enzima agisce anche su un grande numero di esteri cinnamoilici del coenzima A.